# Dan Anghelescu
Dan Anghelescu (Bucarest, 24 ottobre 1958) è un allenatore di calcio rumeno.

## Palmarès

### Allenatore

#### Competizioni nazionali
- Coppa d'Algeria: 1

MC Ouargla: 2000
- 1ère Division: 1

ASFA-Yennenga: 2006